# Gio Garbelini
Giovana Queiroz Costa Garbelini , född den 21 juni 2003 i São Paulo, är en brasiliansk fotbollsspelare.

## Karriär
Amanda Gutierres inledde sin seniorkarriär i Madrid CFF år 2018. Hon har även spelat för FC Barcelona och Arsenal innan hon 2024 kontrakterades av Atlético Madrid. Hon debuterade i Brasiliens damlandslag år 2020.